# William Lawrence Chittenden
William Lawrence Chittenden (Montclair, 23 marzo 1862 – New York, 24 settembre 1934) è stato un poeta statunitense.
Le sue principali raccolte di poesie sono:
- The Odd Fellow's Ball, 1885
- The Cowboys' Christmas Ball, 1890
- Ranch Verses, 1893
- Bermuda Verses
- Lafferty's Letters